# Serra de Tormantos
A Serra de Tormantos é uma continuação da Serra de Gredos, no extremo ocidental da parte espanhola do Sistema Central ibérico. Situa-se no norte da província de Cáceres, na comunidade autónoma da Estremadura e confina com as comarcas de La Vera e Vale do Jerte.

## Situação geográfica
A serra encontra-se a norte da luxuriante comarca de La Vera, tendo a sul o rio Tiétar e as dehesas[a] cacerenhas, e a norte o Vale do Jerte. Esta situação faz com que a serra resguarde dos ventos frios do norte grande parte da comarca de La Vera, proporcionando a esta zona um clima mediterrânico com invernos e verões relativamente suaves.

## Descrição
Parte da sua face norte faz parte da Reserva Natural Garganta de los Infiernos. Os cumes mais altos são a Cuerda de los Infiernillos (2 281 m) e o Cerro del Estecillo (2 290 m), que rodeiam a garganta da serra, antigo vale glaciar do Quaternário. A reserva conta com inúmeras ribeiras, quedas de água, cascatas e piscinas naturais, ou seja, lagoas escavadas pela erosão circular da água corrente. Muitas destas lagoas são chamadas de marmitas de gigante pela sua forma cilíndrica e a água turbulenta fazerem lembrar panelas gigantes.

Os elevados índices de humidade contribuem para a existência de uma vegetação de grande valor ecológico, com ecossistemas de bosque caducifólio, mata ribeirinha, piorno serrano[b] (Cytisus purgans) e pastagens alpinas.
A fauna autóctone é muito abundante, sobretudo na reserva natural, onde habitam várias espécies em perigo de extinção.

## Breve apontamento histórico
A Serra de Tormantos foi o pior escolho pelo qual passou o imperador Carlos V quando se dirigia para o seu retiro no Mosteiro de Yuste. Terminar a última etapa desta viagem envolveu passar no cimo da Serra de Tormantos através da garganta dos Infernos e o cume de El Collado de las Yeguas, entre Tornavacas y Jarandilla de la Vera. Tendo em conta que Carlos V era transportado numa liteira e eram poucos os seus acompanhantes, a travessia revelou-se uma autêntica odisseia. Atualmente organizam-se excursões a pé pela senda utilizada pelo imperador e ainda hoje é evidente o esforço despendido pelos habitantes da região no auxílio ao seu rei, talhando pedras para abrir caminho, construindo pontes e fazendo brotar fontes onde não as havia.